# بی‌بی عایشه
بی‌بی عایشه (نام قانونی در ایالات متحده: عایشه محمدزی) زنی از قوم پشتون است که چهره‌اش با بینی بریده در تابستان ۲۰۱۰ روی جلد مجله تایم ظاهر شد.
بینی و گوش‌های وی توسط شوهرش بریده شده بود. وی توسط نیروهای آمریکایی در کوهستان اروزگان پیدا شد و برای درمان ابتدا به کابل و سپس به ایالات متحده انتقال داده شد.
داستان او اولین بار در دسامبر ۲۰۰۹ در دیلی بیست ظاهر شد و در پی آن پزشکان پیشنهاد کمک رایگان به او را دادند. بنیاد گروسمن برن در کالیفرنیا متعهد شد که جراحی ترمیمی انجام دهد و سازماندهی ویزای عایشه را از اوایل بهار ۲۰۱۰ آغاز کرد. داین سایر ژورنالیستی از ای‌بی‌سی نیوز در ابتدا در مارس ۲۰۱۰ مشکلات عایشه را تحت پوشش قرار داد که در سال ۲۰۱۴ دوباره در مورد آن گزارش داد.

## زندگی در افغانستان
عایشه در افغانستان و در یک خانواده از قوم پشتونمتولد شد. او در آغاز زندگی رنج برد، مادر خود را از دست داد و در نوجوانی مجبور به ازدواج شد. پدر عایشه او را در ۱۲ سالگی به دلیل خسارت برای قتلی که یکی از اعضای خانواده‌اش مرتکب شده بود، به یک مبارز طالبان بد داد. وی در سن ۱۴ سالگی ازدواج کرد و مورد آزار و اذیت قرار گرفت. در ۱۸ سالگی گریخت اما توسط پلیس دستگیر شد و به مدت ۵ ماه در زندان به سر برد و سپس به خانواده‌اش بازگشت. پدرش او را به خانواده شوهرش برگرداند. پدر شوهر، شوهر و سه نفر دیگر از اعضای خانواده برای انتقام از فرار، عایشه را به کوهستان بردند، بینی و گوش‌های او را بریدند و او را به مرگ واگذار کردند. بعداً عایشه به یک پایگاه نظامی آمریکایی پناه برد و توسط سربازان آمریکایی نجات یافت. برخی منابع در مورد نقش اعضای طالبان در ختنه وی اختلاف نظر دارند.

## ظاهر شدن در مجلهٔ تایم

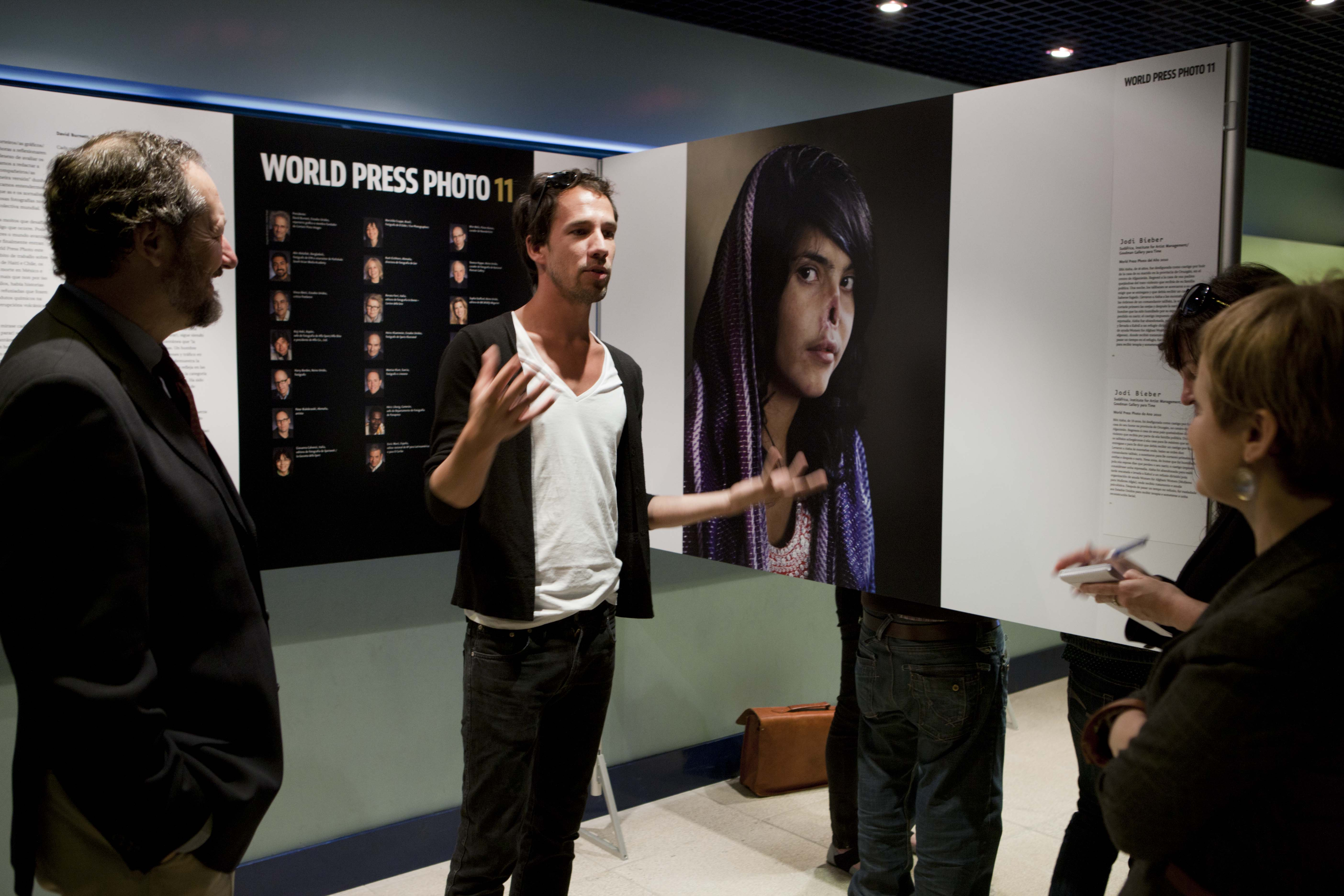
تصویر عایشه در ورلد پرس فوتو در سال ۲۰۱۱ نشان داده شد.

عایشه در جلد اوت ۲۰۱۰ مجله تایم و در مقاله مربوط به آن، «زنان افغان و بازگشت طالبان» حضور داشت. تصویر جلد، بحث و جدال زیادی ایجاد کرد. تصویر و عنوان جلد همراه، «چه اتفاقی می‌افتد اگر ما افغانستان را ترک کنیم»، بحث در مورد محاسن جنگ در افغانستان را افزایش داد.
این عکس توسط عکاس اهل آفریقای جنوبی جودی بیبر گرفته شده که جایزه جهانی ورلد پرس فوتو را برای سال ۲۰۱۰ دریافت کرد. تصویر عایشه با تصویر دختر افغان (شَربَت‌گُل زمانی) که توسط استیو مک کوری گرفته شده، مقایسه می‌شود.

## زندگی در ایالات عمتحده
اندکی پس از پخش جلد تایم در اوت ۲۰۱۰، عایشه برای انجام جراحی ترمیمی رایگان به ایالات متحده انتقال داده‌شد. وی پس از ورود به کالیفرنیا، از نظر روانشناختی دچار تشنج غیر صرعی روانشناختی، حملات وحشت و خودزنی شد که نیاز به بستری شدن در بیمارستان داشت. جراحان نتیجه گرفتند که وی «از نظر احساسی آماده نیست» تا مسئولیت‌های بیمار را در روند جراحی ترمیمی بر عهده بگیرد، و روان‌شناس وی، او را با اختلال شخصیت مرزی تشخیص داد. در حالی که جراحی ترمیمی وی به تأخیر افتاد، وی به پناهگاه زنان برای زنان افغان در کویینز، نیویورک تحویل داده شد، اما او مشکلات زیادی را برای کارمندان و سایر ساکنان، از جمله هم‌اتاقی‌هایی که در این پناهگاه برای زندگی با او استخدام شده‌بودند، ایجاد کرد. با تغییر در داروها، وضعیت عایشه بهبود یافت و تشنج متوقف شد.
بعداً وضعیت روانی عایشه به اندازه کافی بهبود یافت تا جایی که وی توانست داروها را برای کنترل رفتار خود متوقف کند. از سال ۲۰۱۲، مقدمات انجام بازسازی چند مرحله ای صورت برای عایشه آغاز شد. طی چند ماه پیشانی او باز شد تا بافت کافی برای ساختن بینی جدید فراهم شود. ساختار بینی جدید او با استفاده از غضروف‌های بدنش و پوشش داخلی آن با استفاده از بافت دست راست او برنامه‌ریزی شد. عایشه در مجموع ۱۲ عمل جراحی کامل انجام داد.
در سال ۲۰۱۴ ای‌بی‌سی نیوز مجدداً از عایشه گزارش نوشت و بینی جدید او را نشان داد که ظاهر او را تغییر داده‌بود. عایشه توسط یک زوج افغان-آمریکایی به فرزندی پذیرفته شده و در مریلند زندگی می‌کند. او انگلیسی و ریاضیات می‌خواند و آرزو دارد افسر پلیس شود.